# Койленский, Иван Степанович
Иван Степанович Койленский (1778 — 25 ноября 1814) — русский генерал, участник Отечественной войны 1812 года.

## Биография
Родился в 1778 году в дворянской семье. Сын коллежского асессора. 1 июня 1795 года определён капралом на службу в бомбардирский батальон Черноморского учебного флота. 15 марта 1798 года переведён в Ахтырские гарнизонные роты. 24 ноября того же года произведён в подпоручики. 16 июля 1801 года назначен Императорским адъютантом при генерал-лейтенанте Гельвиге.
19 сентября 1802 года переведён в 9-й артиллерийский батальон, а 23 июня 1803 года переведён в 7-й артиллерийский полк. 29 июня 1805 года адъютантом переведён к генерал-лейтенанту Капцевичу. 28 августа переведён в 19-ю артиллерийскую бригаду. В 1809 году адъютант при военном министре. 9 февраля 1811 года произведён в подполковники. 2 марта того же года переведён в 9-ю резервную артиллерийскую бригаду.
В годы Отечественной войны участвовал в битвах под Витебском, Смоленском и Лубином. В Бородинском сражении командовал артиллерией 4-го корпуса. В 1813—1814 годах состоял при М. Б. Барклае-де-Толли, принял участие в ряде сражений. 7 (19) декабря 1813 года получил чин генерал-майора. Вместе с русскими войсками дошёл до Парижа. Скончался 25 ноября (7 декабря) 1814 года, в дороге, в Суджанском уезде Курской губернии.

## Награды
- Орден Святого Георгия 4-го класса;
- Орден Святого Владимира 3-й степени;
- Орден Святой Анны 2-й степени;
- Золотая шпага «за храбрость» с алмазами.

## Произведения
19 апреля 1814 года, находясь в Париже, написал стихотворение «К кабинету Бонапарта»:

                 Вотъ здѣсь то онъ писалъ для робкихъ душъ законы 

                 А смѣлымъ угрожалъ низвергнуть въ бездну троны; 

                 Вотъ здѣсь то обмокалъ онъ въ ядъ своё перо, 

                 Чтобъ навсегда изгнать съ лица земли добро! 

                 Но Богъ не восхотѣлъ погибели вселенной; 

                 Отъ сѣверной страны, святой, благословенной 

                 Послалъ на западъ онъ великаго Царя 

                 И здѣсь врага ужъ нѣтъ. — Онъ скрылся за моря! 
— «Сынъ отечества», № ХХХ, 1814.